# Proacidalia semilocuples
Proacidalia semilocuples är en fjärilsart som beskrevs av Ruggero Verity. Proacidalia semilocuples ingår i släktet Proacidalia och familjen praktfjärilar. Inga underarter finns listade i Catalogue of Life.